# Камышеваха (правый приток Лугани)
Камышеваха (укр. Комишуваха) — правый приток реки Лугани. Находится в Луганской области Украины. Длина — 26 км. Площадь водосборного бассейна — 121 км². Уклон — 5,4 м/км. Ширина — до 10 м. Используется для орошения с/х угодий.
Система водного объекта: Лугань → Северский Донец → Дон → Азовское море.

## История
С рекой Камышевахой связана история первых поселений края, прежде всего города Стаханова.

## География
Берёт начало на южной окраине города Стаханова (по отношению к примыкающим к Стаханову городам — на восточной окраине Алмазной и на северной окраине Брянки), далее через весь город Стаханов течёт на север. Впадает в реку Лугань в черте села Петровеньки.

### Населённые пункты
- Стаханов
- Криничное (левый берег)
- Богдановка (правый берег)
- Заречное
- Червоный Лиман (правый берег)
- Петровеньки

### Одноимённые гидронимы
Не путать с одноимённым и тоже находящимся в Луганской области левым притоком Лугани под названием Камышеваха, на котором расположены посёлок Камышеваха (исток) и город Золотое (среднее течение).